# Bundesstraße 228
Pour les articles homonymes, voir Route 228.
La Bundesstraße 228 est une Bundesstraße du Land de Rhénanie-du-Nord-Westphalie.

## Géographie
La route fédérale relie les deux villes de Düsseldorf et Wuppertal. Elle commence comme une rue urbaine au sud de Düsseldorf à la sortie de la Bundesautobahn 59 dans le quartier de Garath et atteint la ville de Hilden après quatre kilomètres. Elle traverse la ville et croise la Bundesautobahn 46 après cinq kilomètres à l'est de la ville de Haan. Après un total de 17 kilomètres, la route fédérale atteint le quartier de Vohwinkel dans la ville de Wuppertal. Plus loin, une sortie avec l'échangeur de Sonnborn est établie. Après une longueur totale d'environ 21 km, la route fédérale se termine à une intersection avec la Bundesstraße 7 dans le quartier de Nützenberg.

## Source
- (de) Cet article est partiellement ou en totalité issu de l’article de Wikipédia en allemand intitulé « Bundesstraße 228 » (voir la liste des auteurs).

1. ↑  (de) « Die Bundes- und Reichsstraßen in Deutschland - Nr. 166 bis 327 » [archive du 18 février 2009], sur home.arcor.de (consulté le 16 juillet 2025)